# 醫神 (第七季)
《豪斯醫生》是一部美國醫療劇，第七季於2010年9月20日至2011年5月23日由福克斯廣播公司在美國首播，並於2013年1月28日至7月15日由無綫電視在香港首播。
劇集以虛構的新澤西州普林斯頓–普萊恩斯堡教學醫院（PPTH）爲中心，講述其中診斷醫學部在乖張名醫格里高利·豪斯帶領下問診疑難雜症的故事。
本季中，豪斯與莉莎·卡迪終於直面各自内心感受，確認對方在自己心中的重要位置，並決定給彼此一個機會，認真發展情侶關係。

## 演員與角色

### 主角
| 主角           | 演員             | 職務/關係 | 集數                       | TVB配音                 |
| -------------- | ---------------- | --- | -------------------------- | ----------------------- |
| 格里高利·豪斯  | 休·勞瑞          | 普林斯頓–普萊恩斯堡教學醫院（PPTH）診斷醫學部主任，病理學和腎臟科住院醫師、傳染病專家及重症醫師，被卡迪分手後萎靡不振、隨之與多米妮卡·佩特洛娃結成形婚夫婦      | 23（全季）                 | 陳欣                    |
| 莉莎·卡迪      | 莉瑟·埃德爾斯廷  | 内分泌學家，醫學院院長兼醫院行政總管（1–7季），第6季末決定與豪斯開始正式交往、但於季中分手                                                                  | 22（1–17、19–23集）        | 黃玉娟                  |
| 詹姆斯·威爾遜  | 羅伯·蕭恩·萊納德 | 腫瘤學部主任，豪斯好友，與第二任妻子珊姆重新交往、再次求婚後又被抛棄                                                                                        | 21（1–10、12–17、19–23集） | 潘文柏                  |
| 埃里克·福爾曼  | 奧馬爾·愛普斯    | 神經内科醫師，診斷醫學部高級醫師（1–7季）和主任（第6季）、醫學院院長（第8季）                                                                               | 23                         | 葉振聲 招世亮（第23集） |
| 羅伯特·蔡斯    | 傑西·斯賓塞      | 外科醫師和重症醫學專家，診斷醫學部高級醫師（1–3、6–8季）及主任（大結局）、外科學部醫師（4–5季），福爾曼好友                                                 | 23                         | 黃啟昌 梁偉德（第21集） |
| 克里斯·陶布    | 彼得·雅各布森    | 診斷醫學部醫師（4–8季），福爾曼和蔡斯好友，此前因婚外情敗露、保全婚姻而結束其整形外科執業生涯，第7季中離婚、但仍與前妻和情人分育兩女                        | 23                         | 陳廷軒                  |
| 13/蕾蜜·海德利 | 奧利維亞·王爾德  | 内科醫師，診斷醫學部醫師（4–8季），雙性戀、和哥哥均遺傳母親的亨廷頓病，第7季初假藉前往羅馬嘗試實驗療法消失，曾與福爾曼交往（5–6季），福爾曼、蔡斯和陶布好友 | 7（1、18–23集）            | 鄭麗麗                  |
| 瑪莎·馬斯特斯  | 安珀·坦布琳      | 診斷醫學部三年級醫學生（6–19集）、外科部實習醫師（第19集），擁有應用數學和藝術史雙博士學位，異常拒絕説謊、違法或違背醫學倫理                                | 14（6–19集）               | 柚子蜜                  |

### 常設
| 配角              | 演員                                    | 關係/職位                                                                                              | 集數                       | TVB配音                      |
| ----------------- | --------------------------------------- | --- | -------------------------- | ---------------------------- |
| 瑞秋·卡迪         | 凱拉和賴莉·科拜爾 艾米莉·哈恩（第15集） | 莉莎·卡迪的養女                                                                                        | 6（4、5、9、13、15、22集） | 劉惠雲                       |
| 瑞秋·陶布         | 詹妮弗·克麗絲托·佛利                    | 克里斯·陶布的妻子，儘管兩人深愛對方，終因婚姻不幸於第7季中離婚，但仍與其來往並誕下一女索菲婭           | 5（8、9、11、18、23集）    | 蔡惠萍                       |
| 珊姆·卡爾         | 辛西婭·瓦特羅斯                         | 介入放射醫師，威爾遜就讀醫學院最後兩年時的第一任妻子（1990–1991），在其第二次求婚後再次離開他（6–7季） | 3（3、7、8集）             | 梁少霞                       |
| 桑福德·韋爾斯     | 奈吉爾·吉布斯                           | 現任董事會主席，平和易近、不干涉日常醫院管理，第7季初邀請全院大部分醫生參加其婚禮                      | 3（8、10、13集）           | 盧國權（13集）               |
| 阿琳·卡迪         | 坎迪斯·伯根                             | 朱莉和莉莎·卡迪的母親，犀利、酗酒                                                                      | 3（9、11、20集）           | 袁淑珍                       |
| 茱莉亞·卡迪       | 葆拉·馬歇爾                             | 莉莎·卡迪的妹妹、阿琳·卡迪的小女兒，母親與其更為親近                                                   | 3（11、15、23集）          | 許盈                         |
| 魯比              | 齊娜·格雷                               | 注冊護士助理，陶布離婚前後與其開始交往並誕下一女索菲                                                   | 3（18、22、23集）          | 羅杏芝                       |
| 蕾吉娜            | 翠西·比拉爾                             | 門診部護士長，此外作爲卡迪助理協助其日常工作                                                           | 2（6、13集）               | 鄭麗麗（6集） 羅杏芝（13集） |
| 艾米莉            | 諾埃爾·貝林豪森                         | 豪斯最中意的應召女郎（7–8季），第8季中對多米妮卡於心不忍藉故終止                                       | 2（16、22集）              |                              |
| 里金博士          | 布萊恩·哈士奇                           | 科學家，第7季末正在實驗大鼠身上測試自己研製的實驗性肌肉生長化合物                                      | 2（21、22集）              | 張炳強                       |
| 勞倫斯·胡拉尼     | 毛里斯·戈丁                             | 外科醫師，時常被豪斯擠占手術室使用安排                                                                 | 1（第13集）                |                              |
| 多米妮卡·佩特洛娃 | 卡蘿莉娜·維德拉                         | 按摩理療師，為取得美國綠卡與豪斯成婚（第7季）、同居（第8季）                                           | 1（第17集）                | 張頌欣                       |
| 羅恩·辛普森       | 羅恩·珀金斯                             | 矯形外科醫師，醫院董事會和器官移植委員會成員，同時負責外科實習項目                                     | 1（第19集）                | 張炳強                       |

### 客串
- 安慶名惠子
- 紹瑞·阿格達什盧
- 迪倫·貝克
- 傑克·科爾曼
- 梅根·福洛兹
- 絲普蕾格·格雷登
- 扎克瑞·奈頓
- 馬修·利勒德
- 多納爾·洛格
- 克里斯·馬奎特
- 琳達·朴
- 海莉·普洛斯
- 艾莉森·斯通納

## 劇集
| 總集數 | 集數 （季） | 標題                                | 導演                | 編劇                                                          | 首播日期       | 美國收視人數 （百萬） |
| --- | ----------- | ----------------------------------- | ------------------- | ------------------------------------------------------------- | -------------- | --------------------- |
| 133 | 1           | 現在怎麽辦？ Now What?              | 格雷格·伊亞伊塔内斯 | 多麗絲·伊根                                                   | 2010年9月20日  | 10.54                 |
| 目前唯一在職的神經外科醫師理查德森生病請假，多項手術被迫取消，導致醫院無法達到一級創傷中心資質要求，將要關閉急診室等等科室。缺少豪斯的診斷醫學部嘗試治療理查德森醫生，以便其重返工作崗位，卻發現他的病情比預想的更爲嚴重。他們都希望豪斯能親自指導診治的方法，然而他無動於衷，任由手下自由發揮。 最後診斷：蟾蜍卵中毒（理查德森醫生） 未出場：安珀·坦布琳/馬斯特斯 |             |                                     |                     |                                                               |                |                       |
| 134 | 2           | 自私 Selfish                        | 丹·阿提亞斯         | 伊萊·阿蒂                                                     | 2010年9月27日  | 10.18                 |
| 豪斯和卡迪展開情侶關係，為二人的工作帶來挑戰。健康好動的14歲少女黛拉，在進行滑板表演時突然倒下，昏迷不醒。豪斯和手下猶疑應否告知黛拉父母其病情，因為她弟弟長期患病，豪斯擔心這對父母不能承受另一次打擊。為保全黛拉的性命，她必須接受肺部移植手術，然而一直都未有適合的器官捐贈者，最後發現只有弟弟的肺部可供移植，這令他們的父母心亂如麻。而在免費門診中，一對年邁父子在醫院內討論病情，豪斯上前安慰，兩人卻紛紛私下賄賂其僞造父親的檢查結果。 最後診斷：鐮狀細胞性狀（黛拉）；鋅中毒（毛里斯） 未出場：奧利維亞·王爾德/13 安珀·坦布琳/馬斯特斯 |             |                                     |                     |                                                               |                |                       |
| 135 | 3           | 未寫就 Unwritten                    | 格雷格·伊亞伊塔内斯 | 約翰·C·凱利                                                   | 2010年10月4日  | 10.78                 |
| 暢銷青少年偵探系列故事作家愛麗絲打算自殺，在尋死的一刻無故病發。醫生們既要穩定她的情緒，又要盡快做出準確診斷。豪斯是愛麗絲的忠實讀者，但對她的病情卻茫無頭緒，感到沮喪。他決定利用磁共振成像從其最新的未出版手稿中尋找線索，希望盡快找出病因。與此同時，豪斯、卡迪、威爾遜和珊姆四人進行雙重約會。豪斯和卡迪發現只要大家相互遷就，二人的關係便可以繼續發展。 最後診斷：創傷相關脊髓空洞症（愛麗絲·坦娜） 未出場：奧利維亞·王爾德/13 安珀·坦布琳/馬斯特斯 |             |                                     |                     |                                                               |                |                       |
| 136 | 4           | 按摩理療 Massage Therapy            | 大衛·斯特雷頓       | 彼得·布萊克                                                   | 2010年10月11日 | 9.69                  |
| 瑪格麗特·麥克費森因為嚴重嘔吐不止而被送入院，豪斯和手下在評估其病情時，意外地發現她的真實身份。病人情況沒有好轉，繼續不斷嘔吐，豪斯的團隊翻查其病歷，知道更多關於她的過往。與此同時，豪斯冷淡對待蔡斯招來的女醫生。豪斯的應召女郎兼按摩理療師登門到訪，促使他和卡迪必須正視他們對這段關係都有所保留的事實。 最後診斷：利培酮副作用和思覺失調症（瑪格麗特·麥克費森） 未出場：奧利維亞·王爾德/13 安珀·坦布琳/馬斯特斯 |             |                                     |                     |                                                               |                |                       |
| 137 | 5           | 爲人父母未計劃 Unplanned Parenthood | 格雷格·伊亞伊塔内斯 | 大衛·福斯特                                                   | 2010年10月18日 | 9.65                  |
| 一位新生嬰兒一出生便無故出現呼吸困難和肝功能衰竭。豪斯和手下翻查嬰兒母親艾比的病歷，終於找到病因，艾比卻必須作出艱難抉擇，而這會影響她和嬰兒的健康及性命。豪斯依從卡迪的意思挑戰福爾曼和陶布，聘請一位女醫生加入診斷醫學部。卡迪請豪斯去幫忙充當臨時保姆，照顧她的女兒。在照看瑞秋的過程中，豪斯和威爾遜明白到為人父母的困難。 最後診斷：肺栓塞繼發於肺癌和黑色素瘤（艾比）；遺傳性黑色素瘤（凱拉） 未出場：奧利維亞·王爾德/13 安珀·坦布琳/馬斯特斯 |             |                                     |                     |                                                               |                |                       |
| 138 | 6           | 辦公室政治 Office Politics          | 桑福德·布克斯泰弗   | 塞斯·霍夫曼                                                   | 2010年11月8日  | 9.63                  |
| 美國選舉季中各地選戰如火如荼。新澤西州一名參議員的競選經理，突發肝功能衰竭症，身體出現局部癱瘓。卡迪向豪斯施壓，要他聘請聰敏年輕的三年級神童女醫學生瑪莎·馬斯特斯加盟診斷醫學部，頂替13留下的空位。豪斯和手下對這名經驗尚淺又年輕的女醫生不甚信任，但亦只能給她機會去證明自己的能力。與此同時，在福爾曼不斷地八卦下，陶布不情願地告訴他，自己幾年前曾在約翰·霍普金斯大學醫學院面試過馬斯特斯，如今她卻似乎對他毫無印象。在參議員宣佈一項驚人決定後，豪斯向他了解其競選經理的身體狀況。豪斯為診治病人，不得不作出一項艱難的決定——這可能會影響他與卡迪的關係。 最後診斷：丙型肝炎（喬·杜根） 未出場：奧利維亞·王爾德/13                                |             |                                     |                     |                                                               |                |                       |
| 139 | 7           | 痘疹臨頭 A Pox on Our House         | 塔克·蓋茨           | 勞倫斯·卡普洛                                                 | 2010年11月15日 | 10.77                 |
| 一名少女潛水拾到愈兩百年歷史的藥瓶，不小心打碎並被碎片刮傷，出現疑似天花的病徵。豪斯和手下剛接手病人，美國疾病防控中心派來的戴夫·布羅達醫生便下令封鎖醫院，終止豪斯的診治。馬斯特斯堅信病人所患並非天花，認為布羅達的舉動別有用心。少女的父親亦開始出現類似病徵，豪斯在其死後作出一項不要命的舉動。與此同時，威爾遜和珊姆安撫一位正要接受化療的6歲小女孩，她卻反過來催促他們正視兩人間的關係。 最後診斷：立克次氏體痘（朱莉和奈爾斯） 未出場：奧利維亞·王爾德/13 |             |                                     |                     |                                                               |                |                       |
| 140 | 8           | 小小的犧牲 Small Sacrifices         | 格雷格·伊亞伊塔内斯 | 大衛·霍澤頓                                                   | 2010年11月22日 | 9.24                  |
| 病人拉蒙·席爾瓦模仿耶穌釘十字架，因癲癇發作被送入醫院搶救，但他卻因宗教原因拒絕接受治療。豪斯的團隊發現拉蒙的女兒曾經患癌，他向上帝發誓如果女兒能夠痊癒，她每多活一年自己便會效仿耶穌做出一次小小的肉體犧牲，最後他的女兒奇蹟痊癒，因此他履行誓言。能夠搶救拉蒙的時間正分秒流逝，團隊嘗試瞭解他的心態和極端虔誠的表現，以便作出治療，最終卻發現信仰並非拉蒙如此這般的主因。與此同時，陶布懷疑妻子瑞秋和一位出軌伴侶互助小組的男夥伴有不尋常的關係。一衆醫生應邀出席醫院董事會主席桑福德·韋爾斯的婚禮，威爾遜與珊姆的關係則在他再次求婚後出現意想不到的轉變。 最後診斷：營養不良、紅球菌和Marburg多發性硬化（拉蒙·席爾瓦） 未出場：奧利維亞·王爾德/13 |             |                                     |                     |                                                               |                |                       |
| 141 | 9           | 卓爾不凡 Larger Than Life           | 米格爾·薩波奇尼克   | 薩拉·赫斯                                                     | 2011年1月17日  | 10.52                 |
| 地鐵站内一名男子不顧生命危險，跳下鉄軌拯救一名跌落的陌生女子。正當眾人驚訝地發現兩人毫髮無損時，男子卻突然昏倒。醫護人員和整座城市都被這名男子的英勇行為深深打動；但當豪斯和手下為他診治時，發現這名英雄原來有難以改變的壞習慣。與此同時，豪斯嘗試避開與卡迪的頑固母親共進卡迪的生日晚餐。陶布意外成爲醫院形象代表，出現在街頭各處廣告牌上，引起意想不到的關注。當陶布和他的妻子再次發生關係，馬斯特斯以局外人的角度幫助他明白，他必須為這段破碎的婚姻做些什麽。 最後診斷：水痘（傑克） 未出場：奧利維亞·王爾德/13 |             |                                     |                     |                                                               |                |                       |
| 142 | 10          | 胡蘿蔔還是大棒 Carrot or Stick      | 大衛·斯特雷頓       | 麗茲·弗里德曼                                                 | 2011年1月24日  | 10.45                 |
| 一張蔡斯的全裸不雅照在社交網站流傳，令他感到顏面無存，決定找出幕後黑手。一名青少年軍隊實習生參加訓練營拉練時感到不適，他的教官無動於衷，結果他自己卻也忽然發病倒地。豪斯和手下找不到二人病發的原因，轉而追查少年的家族病歷史。馬斯特斯和豪斯終找到二人的關聯——教官原來是少年“未曾謀面”的生父。豪斯察覺到卡迪在幫女兒瑞秋尋找優質幼兒院，給小女孩帶來不少壓力，於是他偷偷幫瑞秋準備入學智力測試，並流露出對她的愛意。 最後診斷：混合型卟啉病（德里斯克爾和蘭登·帕克斯） 未出場：奧利維亞·王爾德/13 |             |                                     |                     |                                                               |                |                       |
| 143 | 11          | 家庭醫學科 Family Practice          | 米格爾·薩波奇尼克   | 彼得·布萊克                                                   | 2011年2月7日   | 12.33                 |
| 卡迪的母親阿琳因為出現罕見的病徵而住院，但這個頑固的老太太卻堅持不要豪斯為她診治，豪斯只好用不合法的手段去醫治她，並指示手下依從他的方法治療病人，他們還發現阿琳一直對卡迪和妹妹茱莉亞隱瞞有關自己私生活的細節。與此同時，陶布前妻瑞秋向自己的弟弟推介前夫，希望弟弟聘用他。陶布雖然兼職得到所需外快，卻大大影響體力和情緒。卡迪信任豪斯會為她的母親安排適當的治療，令循規蹈矩的醫學生馬斯特斯再次思索，應該如何在醫生的道德和上司的指示之間取捨。 最後診斷：鈷中毒繼發於金屬粉塵沉着（阿琳·卡迪） 未出場：羅伯·蕭恩·萊納德/威爾遜 奧利維亞·王爾德/13                                                                                                |             |                                     |                     |                                                               |                |                       |
| 144 | 12          | 你肯定記得 You Must Remember This   | 大衛·普拉特         | 卡斯·林根費爾特                                               | 2011年2月14日  | 9.86                  |
| 一名記憶力超常的女侍應身體出現局部癱瘓的徵狀，她的姐姐前來探望，反而令其病情惡化。原來她的超常記憶令其牢記少時與姐姐之間的嫌隙，亦因此阻礙治療。豪斯的手下只好想方法幫助這對姊妹和好，但馬斯特斯發現要解開兩姊妹的心結，遠比治療一名病人身體上的不適困難。與此同時，福爾曼主動請纓幫陶布準備美國内科學會認證維護補考。豪斯在努力幫助威爾遜尋找女伴的同時，發現他原來已經有新的秘密伴侶。 最後診斷：McLeod綜合徵引發的強迫症（娜迪婭） 未出場：奧利維亞·王爾德/13 |             |                                     |                     |                                                               |                |                       |
| 145 | 13          | 故事二則 Two Stories                | 格雷格·伊亞伊塔内斯 | 托馬斯·L·莫蘭                                                 | 2011年2月21日  | 10.41                 |
| 豪斯冒充胡拉尼出席一間小學的職業分享活動，提及少兒不宜的診治經歷和數宗醫療事故，不慎敗露被校長召見。當他在校長室外等候時，偶遇兩名情竇初開的五年級小學生。三人分享起各自的戀愛故事，人小鬼大的小朋友更是擔當起豪斯的愛情顧問，認爲他太過自私而未顧及卡迪的感受，令她難以明白他真正的感受。 最後診斷：肺部食物滯留（菲利普·賴特） 未出場：奧利維亞·王爾德/13 |             |                                     |                     |                                                               |                |                       |
| 146 | 14          | 抗衰退 Recession Proof              | S·J·克拉克森        | 約翰·C·凱利                                                   | 2011年2月28日  | 11.01                 |
| 一名男子在工作期間因接觸腐蝕性化學物品，導致嚴重敏感，需要送院治理。當豪斯的手下進行治療時，發現男子隱瞞真相，令妻子以為他仍然是地產經紀，每月繼續賺大錢。卡迪獲獎，希望男友豪斯能出席頒獎晚會以示支持。可是病人病情惡化，豪斯質疑自己採用的治療方法，最後缺席晚會。蔡斯與馬斯特斯閒談間交流對愛情的看法，交換各自意見。 最後診斷：隱熱蛋白相關週期綜合徵/Muckle–Wells綜合徵（伯特·埃斯基） 未出場：奧利維亞·王爾德/13 |             |                                     |                     |                                                               |                |                       |
| 147 | 15          | 彈片 Bombshells                     | 格雷格·伊亞伊塔内斯 | 麗茲·弗里德曼 & 薩拉·赫斯                                     | 2011年3月7日   | 11.08                 |
| 卡迪懷疑自己患癌，十分擔心，確斷結果出來前數次發夢，夢見自己與豪斯一起並不愉快，促使她重新估量自己在豪斯心中的位置。與此同時，豪斯卻因為擔心卡迪的情況，影響工作。手下則為一名少年病患大傷腦筋，病人病情每況愈下，身上還出現神秘傷痕。少年的情緒十分波動，精神萎靡不振。陶布決定從其私人生活着手，發現他藏有一些可能傷害同學人身安全的視頻畫作。 最後診斷：来自膿腫的葡萄球菌（瑞恩）；腎良性腫瘤和抗生素過敏（卡迪） 未出場：奧利維亞·王爾德/13 |             |                                     |                     |                                                               |                |                       |
| 148 | 16          | 衝出圍槽 Out of the Chute           | 桑福德·布克斯泰弗   | 托馬斯·L·莫蘭 & 勞倫斯·卡普洛                                 | 2011年3月14日  | 10.41                 |
| 卡迪決定與豪斯分開，使他心情跌至谷底，向醫院請假，離開散心。一名年輕的專業鬥牛士被狂牛撞傷，需要送院救治。豪斯的手下遙距徵詢豪斯的意見，可是病人的情況越來越差，一方面找不到病症原因，另一方面身體持續出現抽搐，團隊選擇冒險打開他的心臟，希望找到答案。與此同時，馬斯特斯竟然對這位病人漸生情愫，令陶布大感驚訝。 最後診斷：巴爾通體感染導致主動脈真菌性動脈瘤（萊恩） 未出場：奧利維亞·王爾德/13 |             |                                     |                     |                                                               |                |                       |
| 149 | 17          | 失寵 Fall from Grace                | 塔克·蓋茨           | 約翰·C·凱利                                                   | 2011年3月21日  | 9.49                  |
| 一名曾染上毒癮的年輕流浪漢在公園內被人發現，他不但嗅覺錯亂，而且胸部有多處嚴重疤痕和燒傷痕跡。他的情況越來越差，卻拒絕透露自己的真實身份，豪斯的手下只好翻查他的資料，了解其離家出走的原因。另一邊廂，卡迪向威爾遜訴苦，表示後悔與豪斯分手。豪斯的手下與這位來歷不明的病人漸漸熟絡起來，終於揭開他的身世之謎。 最後診斷：成人Refsum病（丹尼·詹寧斯） 未出場：奧利維亞·王爾德/13 |             |                                     |                     |                                                               |                |                       |
| 150 | 18          | 掘 The Dig                          | 馬特·沙克曼         | 薩拉·赫斯 & 大衛·霍澤頓                                       | 2011年4月11日  | 8.93                  |
| 13刑滿出獄，豪斯在監獄外迎接她，令其大感驚訝。因為13一直隱瞞自己入獄一事，而豪斯已經計劃好未來數日的行程。期間，豪斯帶13參加一年一度的大斯克內克塔迪辣豆醬和馬鈴薯砲淘汰賽，希望從中得知她神秘入獄的原因。旅途中二人彼此加深了解。另一邊廂，一名中學科學教師患有嚴重的呼吸道疾病，福爾曼和陶布發現這位老師是位儲物狂，經常在街上撿拾物品回家，更在堆積如山的雜物內找到一些嚇倒衆人的東西。 最後診斷：Ehlers–Danlos綜合徵導致強迫性囤積症和Q熱（妮娜）；Q熱（布萊恩） 未出場：莉瑟·埃德爾斯廷/卡迪 羅伯·蕭恩·萊納德/威爾遜 |             |                                     |                     |                                                               |                |                       |
| 151 | 19          | 最後的誘惑 Last Temptation          | 蒂姆·紹瑟姆         | 大衛·福斯特 & 麗茲·弗里德曼                                   | 2011年4月18日  | 8.80                  |
| 最後診斷：淋巴肉瘤/淋巴瘤（肯豆·皮爾森） |             |                                     |                     |                                                               |                |                       |
| 152 | 20          | 改變 Changes                        | 大衛·斯特雷頓       | 劇本創作 ：伊萊·阿蒂 & 塞斯·霍夫曼 故事構思 ：伊萊·阿蒂       | 2011年5月2日   | 8.57                  |
| 幸運的冰箱修理工塞勒斯·哈里中彩票後，希望尋找失散多年的心上人，但他的身體突然出現局部癱瘓，被送到接受治療。卡迪的母親阿琳威脅女兒和豪斯她準備起訴醫院，這將會影響甚至撤銷二人的專業資格。豪斯對阿琳的固執百思不得其解，忽然意識到她其實用心良苦，希望藉此變身二人的共同敵人，從而令他們和好如初。 最後診斷：畸胎瘤（塞勒斯·哈里） 未出場：安珀·坦布琳/馬斯特斯 |             |                                     |                     |                                                               |                |                       |
| 153 | 21          | 操縱 The Fix                        | 格雷格·伊亞伊塔内斯 | 劇本創作 ：托馬斯·L·莫蘭 故事構思 ：托馬斯·L·莫蘭 & 大衛·肖爾 | 2011年5月9日   | 7.94                  |
| 豪斯和威爾遜為一場拳擊賽的勝負打賭，可是二人卻對賽果持不同意見。威爾遜要求豪斯要麽在一天之內交出賭注款項，要麽找出證據證明比賽受到人爲操縱。豪斯迫使拳手提供更多資料，以協助他“破案”，但最後拳手竟希望結束自己的職業拳擊生涯。與此同時，豪斯的愉悅心情令衆人懷疑他再次染毒，而且懷疑他這次吸食的是效果更强的海洛因，不過他最後向威爾遜坦誠其實是美沙酮。 最後診斷：血管球瘤（特里·佛利）；西班牙蒼蠅/斑蝥素中毒（溫蒂·李） 未出場：安珀·坦布琳/馬斯特斯 |             |                                     |                     |                                                               |                |                       |
| 154 | 22          | 下班後 After Hours                  | 米格爾·薩波奇尼克   | 羅素·弗倫德 & 蓋里特·萊爾納 & 塞斯·霍夫曼                     | 2011年5月16日  | 8.92                  |
| 13一名剛出獄的朋友達里安突然造訪，要求她爲自己進行緊急醫治，13發現她又開始濫用藥物，最後還是答應不會將其送到醫院，以免被警方拘捕，可是13的做法令蔡斯感到失望。另一邊廂，豪斯需要處理一些秘密資料，當中牽連甚廣。陶布則為大家帶來一則十分驚喜的消息。 最後診斷：內阿米巴屬（達里安·麥柯迪） 未出場：安珀·坦布琳/馬斯特斯 |             |                                     |                     |                                                               |                |                       |
| 155 | 23          | 繼續前行 Moving On                  | 格雷格·伊亞伊塔内斯 | 彼得·布萊克 & 卡斯·林根費爾特                                 | 2011年5月23日  | 9.11                  |
| 著名藝術家阿芙蘇恩·哈米迪進行行爲藝術表演時嘔吐不適被送院救治，豪斯和手下發現她的病徵可能是自己造成的，以作為其最新製作紀錄片的一部分。豪斯的手下亦質疑治療的必要性，以及他們是否在不知不覺中參與了這項行爲藝術創作。同時，豪斯遇到一個情況，促使他採取行動，希望改變自己與卡迪和威爾遜的關係。 最後診斷：韋格納肉芽腫（現稱肉芽腫性血管炎，阿芙蘇恩·哈米迪） 最後出場：莉瑟·埃德爾斯廷/卡迪 未出場：安珀·坦布琳/馬斯特斯 |             |                                     |                     |                                                               |                |                       |

## 備注
1. ↑  劇集標題效仿莎士比亞名劇《羅密歐與朱麗葉》第三幕第一場中茂丘西奧（英语：Mercutio）的詛咒，常常引用為，梁實秋譯作“你們兩家合該倒霉！”，[18]朱生豪譯作“你們這兩家倒霉的人家！”。[19]
2. ↑  參見老羅斯福的“胡蘿蔔加大棒”觀點。
3. ↑  參見醫學專科分類中的普通科，在臺灣又稱爲家庭醫學科。
4. ↑  英文中bombshell也指（往往是令人不快的）出人意料的消息或爆炸性新聞。
5. ↑  劇集標題出自希腊作家尼科斯·卡贊扎基斯1955年出版的同名歷史小説《最後的誘惑》。
6. ↑  英文中fix還有修正、改善、窘境、困境和（毒品或致癮物的）一次用量的含義。
7. ↑  藝術家阿芙蘇恩·哈米迪的形象源自著名塞爾維亞行爲藝術家瑪麗娜·阿布拉莫維奇，本集開頭作品則源自其1975年作品《節奏0（英语：Rhythm 0）》以及《節奏》系列其他作品的展演經歷。

## 外部連結
- 福克斯廣播公司上《豪斯醫生》的官方主頁（英文）
- 《豪斯醫生》各集列表 来自互联网电影数据库（英文）
- 《電視指南》上《豪斯醫生 （页面存档备份，存于）》的劇集信息（英文）